# 恩波里亞 (堪薩斯州)
恩波里亞（英語：Emporia）是一個位於美國堪薩斯州萊昂縣的城市。同時該地也是萊昂縣的縣治。

## 地方資料
恩波里亞的座標為38°24′14″N 96°10′54″W / 38.40389°N 96.18167°W，而該地的海拔高度為350米（即1148英尺）。根據2010年美國人口普查，該地共人口24139人，而該地的面積約為31.37平方千米。